# ブラックバーン リポン

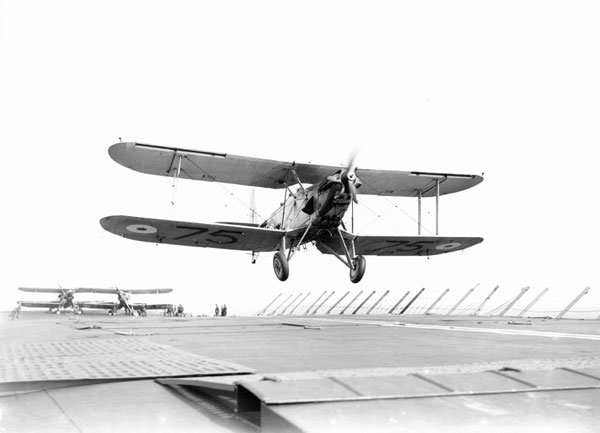
航空母艦から発進するブラックバーン リポン

ブラックバーン リポン（Blackburn Ripon）は第一次世界大戦と第二次世界大戦の間にイギリス海軍で採用された複葉の艦上雷撃機である。製造はブラックバーン・エアクラフト社で、1926年に初飛行した。1929年から使用が開始されたがエンジンがアンダーパワー気味だったため、早い時期に後継機であるブラックバーン バフィンに置き換えられた。総生産機数は92機。
イギリス以外では、フィンランドで少数機がライセンス生産された。これらの機体は偵察・雷撃機として使用され、ソ連との冬戦争や継続戦争においても現役であった。

## スペック
- 全長：11.20 m
- 全幅：13.67 m
- 全高：3.9 m
- 全備重量：3,310 kg
- エンジン：ネイピア ライオン 10 水冷12気筒 570hp×1
- 最大速度：179 km/h
- 実用上限高度：3,050 m
- 航続距離：660 km
- 武装
  - 魚雷×1
  - 7.7mm機関銃×2
- 乗員 2名

## 運用国
- イギリス
- フィンランド